# Ischyropsalis petiginosa
Ischyropsalis petiginosa is een hooiwagen uit de familie Ischyropsalididae, werd het voorheen alleen in een online bron vermeld als de ongerechtvaardigde naam Sabacon pectiginosa.